# Arizonaphlyctis lemmonensis
Arizonaphlyctis lemmonensis är en svampart som beskrevs av Letcher 2008. Arizonaphlyctis lemmonensis ingår i släktet Arizonaphlyctis och familjen Arizonaphlyctidaceae.   Inga underarter finns listade i Catalogue of Life.